# Рейс 691 Yeti Airlines
Рейс 691 Yeti Airlines був регулярним внутрішнім пасажирським рейсом із Катманду до Покхари в Непалі. 15 січня 2023 року літак ATR 72 авіакомпанії Yeti розбився під час посадки в Покхарі, в результаті загинуло щонайменше 29 людей на борту, було виявлено кількох людей, що вижили. Це найбільша за жертвами авіакатастрофа за участю ATR 72.

## Літак
Літак, який зазнав аварії, мав 15 років, це був двомоторний турбогвинтовий ATR 72–500 із серійним номером 754 і реєстрацією 9N-ANC. Уперше його почали використовувати в авіакомпанії Kingfisher Airlines під назвою VT-KAJ 2007 року. 2013 року його передали Nok Air як HS-DRD, а далі до Yeti Airlines, 2019 року.

## Пасажири та екіпаж
На борту перебували 72 людини: 68 пасажирів і 4 члени екіпажу. Серед пасажирів було 37 чоловіків, 25 жінок і 6 дітей, троє з яких немовлята. Станом на 16 січня було знайдено 68 тіл. Врятованих не було.
Літак перебував під командуванням старшого капітана Камала та Анджу Кхатівада як другого пілота. Після завершення даного польоту Хатівада мала отримати звання капітана.
18 січня було заявлено про 68 жертв на борту.
| Національність | Пасажири | Екіпаж | Всього | Ref.   |
| -------------- | -------- | ------ | ------ | ------ |
| Непал          | 53       | 4      | 57     | [ 14 ] |
| Індія          | 5        | 0      | 5      | [ 15 ] |
| Росія          | 4        | 0      | 4      | [ 16 ] |
| Південна Корея | 2        | 0      | 2      | [ 17 ] |
| Аргентина      | 1        | 0      | 1      | [ 18 ] |
| Австралія      | 1        | 0      | 1      | [ 19 ] |
| Франція        | 1        | 0      | 1      | [ 20 ] |
| Ірландія       | 1        | 0      | 1      | [ 21 ] |
| Всього         | 68       | 4      | 72     |        |

## Катастрофа

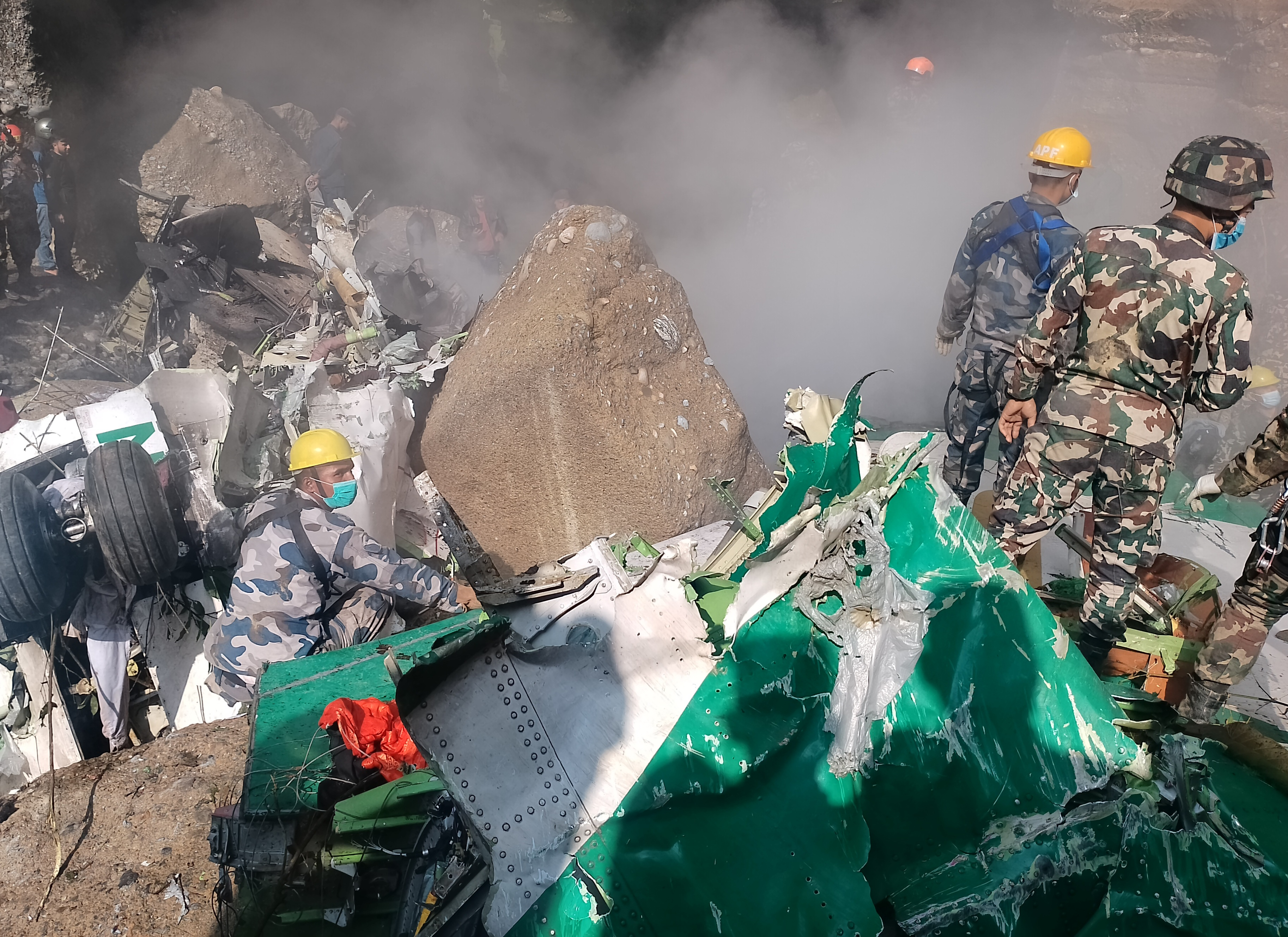
Обломки рейса NYT691

Рейс вилетів із міжнародного аеропорту Трібхуван у Катманду о 10:33 NST. Він розбився на березі річки Сеті Гандакі під час підготовки до приземлення. На відео видно, як літак круто кренився вліво перед тим, як впасти.
Аварія сталася між старим та новим міжнародними аеропортами Покхара, другий відкрився за два тижні до аварії, саме там і намагався приземлитися літак. У результаті аварії загинули всі 72 людини на борту. Ця аварія стала найгіршою авіакатастрофою в Непалі після катастрофи рейсу 268 Pakistan International Airlines у 1992 році, коли 167 людей на борту загинули в Катманду.
За словами представника міжнародного аеропорту Покхара, диспетчерська служба дозволила літаку приземлитися на злітно-посадковій смузі 30, що прямувала зі сходу на захід, але капітан за кілька хвилин до катастрофи попросив приземлитися на зустрічній злітно-посадковій смузі 12 із заходу на схід. Представник Управління цивільної авіації Непалу сказав, що погода була ясною, а причиною катастрофи стала технічна проблема літака.

## Розслідування
Аеропорт був закритий, оскільки влада почала рятувальну операцію. Після катастрофи уряд Непалу скликав екстрене засідання кабінету міністрів третього Дахала. Уряд Непалу доручив групі з п'яти осіб провести розслідування.
Yeti Airlines скасувала всі регулярні рейси, заплановані на 16 січня на знак жалоби за жертвами катастрофи. Пізніше того ж дня було виявлено бортові самописці літака.
Аміт Сінгх, досвідчений пілот і засновник індійського фонду Safety Matters Foundation, припустив, що ніс літака був помітно високо піднятим, ліве крило раптово опустилося, і літак зник із поля зору, що вказує на ймовірне звалювання.